# Jean Paul
Jean Paul, egentlig Johann Paul Friedrich Richter, (21. marts 1763 i Wunsiedel – 14. november 1825 i Bayreuth) var en tysk forfatter. Litterært står han mellem den såkaldte Weimar-klassik og romantikken. Navneændringen skyldes hans store beundring for Jean-Jacques Rousseau.
I sit andet år kom han med sine forældre til en landlig præstegård i
nærheden af Hof og vænnedes her fra barndommen af
til det stille indendørs liv,
som altid senere var ejendommeligt for ham.
Han fik sin
første undervisning i hjemmet
og var allerede som dreng en udpræget læsehest, der
uophørlig optegnede alt, hvad der havde vakt
hans interesse, i sirlige bøger – til sidst
et helt lille håndskrevet bibliotek. Da
faderen døde, måtte hans moder og han
selv leve af den understøttelse,
bedsteforældrene kunne yde dem, men efter at også disse
var døde, arvede slægten hele formuen, og
moder og søn fik meget ublide kår.
1781—83 studerede den unge Richter teologi i
Leipzig, var også optaget af æstetiske og filosofiske
studier og blev især grebet af Rousseau og af
18. århundredes engelske romanforfattere, der
senere fik en så afgørende indflydelse på
hans egen digtning.
1784—86, da han levede hos sin moder i Hof, fortsatte han sine
optegnelser og forberedte sig til den
forfattervirksomhed, han higede efter. Han fuldendte
her sin første bog, satirerne Grönländische Prozesse (1783—84),
der allerede med sin brede fremstilling, sine episodiske indskud og
parenteser bebuder den senere Jean Paul.
Huslærer
Han blev foreløbig huslærer på godset Torpen ved
Leipzig og udgav 1789 sin anden bog Auswahl aus des Teufels Papieren,
der ligesom den første fik en krank skæbne. Han forsøgte nu at
grunde en elementarskole i Schwarzenbach, og
han ledede den til 1794, da han forpint af gæld
måtte vende tilbage til sin moder. Hos hende
boede han nu til hendes død 1797. Lysten til
forfatterskab var vågnet allerede på ny i
Schwarzenbach, og han skrev bl.a. Das Leben des vergnügten Schulmeisterleins Wuz,
der blev indlemmet i den ufuldendte roman Die unsichtbare Loge (1793).
I Hof skrev han Hesperus oder 45 Hundeposttage, eine Lebensbeschreibung (1795) og
Das Leben des Quintus Fixlein (1796), hvormed han endelig grundede sit
forfatterry, der yderligere blev fastslået med
Blumen-, Frucht- und Dornenstücke, oder Ehestand, Tod und Hochzeit des Armenadvokaten F. St. Siebenkäs im Reichsmarktflechen Kuhschnappel (1796—97),
der indeholder flere selvbiografiske træk.
Richter levede nu efter
moderens død nogen tid i Leipzig og
havde allerede vundet anerkendelse hos
læseverdenen, der fandt behag i Siebenkäs' snart
sentimentale, snart burleske skildringer. Fra
Charlotte von Kalb, hans "titanide", modtog
han på dette tidspunkt en indbydelse til
Weimar, hvor især Herder viste ham
bevågenhed, medens Goethe og Schiller indtog en
mere forbeholden stilling til ham og hans
digtning.
Weimar
I Weimar fik især Emilie von Berlepsch
indflydelse på ham. Han arbejdede her på
sin "anti-meister-roman" Titan (1800—03), der
fastslog hans ry som en af tidens mest læste
og beundrede skribenter, hvad der for så vidt
var mærkeligt, som han er en af de mest
ujævne og mest formløse forfattere, den tyske
litteratur opviser. Han skolede dog sit talent, og
leverede den betydningsfulde opdragelsesroman
Die Flegeljahre (1804), humoresken Dr. Katzenbergers Badreise (1809),
Des Feldpredigers Schmelzle Reise nach Flätz (1809) og
Leben Fibels (H811). Også Levana, oder Erziehungslehre (1807)
hører til digterens betydelige værker og er betegnende for hans
interesse for sociale og pædagogiske spørgsmål.
Hans Vorschule der Ästhetik (2. udg. 1913)
vidner yderligere om hans studium af vigtige
æstetiske problemer.
Han levede fra
århundredeskiftet vekselvis i Berlin, hvor han ægtede
Karoline Meyer (Caroline Mayer ?), i Meiningen, hvor hertug Georg
interesserede sig for ham, desuden i Coburg og Bayreuth.
Fyrsteprimas von Dalberg  skænkede ham en
årlig understøttelse på 1000 gylden, som den
bayerske regering senere udbetalte. I Bayreuth
hvor hans statue rejstes 1841, boede han til sin
død.
Vurdering
For eftertiden står Jean Paul som en digter, i
hvem højst uensartede elementer kæmper om
overmagten, hos hvem stærke følelsesudbrud
og snærtende vid, fantastiske indfald og
burlesk satire mødes. Han har beundrere, men
også modstandere, få læsere, men mange
kritikere. Han har påvirket Freytag, Keller,
Vischer og Fr. Reuter. Han skrev mod slutningen af sit liv en autobiografi: Wahrheit aus Jean Pauls
Leben (1826).
Jean Pauls værk afspejler sin tids samlede verdensanskuelsesmæssige spektrum. Skønt E.T.A. Hoffmanns værk i sin grotestke komik står nær, så har han i egentlig forstand ingen efterfølger. Dog er Adalbert Stifter (1805-68) påvirket, og hos Wilhelm Raabes (1831-1910) findes talrige lån. Under alle omstændigheder kan også forfattere fra 1900-tallet som Georg Heym, Hermann Burger, Albert Vigoleis Thelen eller Arno Schmidt på grund af deres sprogartisteri (ty. Sprachartistik) og digressionskunst anses som arvtagere af den Jean Paulske prosa. Jean Paul nød i denne sene digtergeneration stadig den højeste anseelse.
Noter
1. ↑  Fyrsteprimas von Dalberg: se hertil Karl Theodor von Dalberg 1744-1817, friherre, ærkekansler, katolsk ærkebiskop af Mainz.
2. ↑  "Han har påvirket Freytag, Keller,
Vischer og Fr. Reuter." Det drejer sig muligvis om disse: Gustav Freytag 1816–1895, Gottfried Keller 1819–1890, Friedrich Theodor Vischer 1807–1887 og Fritz Reuter 1810-74.
3. ↑  Denne del af vurderingen er fra den tyske artikel.